# 凤岭乡
凤岭乡，是中华人民共和国宁夏回族自治区固原市隆德县下辖的一个乡镇级行政单位。

## 行政区划
凤岭乡下辖以下地区：
孙湾村、薛茶村、卜茶村、于河村、冯碑村、齐兴村、李士村、齐茶村、魏李村、新化村和上梁村。